# Алобайтал
Алобайтал (Алабайтал; тадж. Алобайтал) — село в районе Рудаки Республики Таджикистан. Входит в состав джамоата (сельской общины) Лохур района Рудаки.
Находится на расстоянии 12 км от райцентра (пгт. Сомониён) и 7 км от центра общины (село Лохур).
Население — 862 чел. (2017).